# Strasseria carpophila
Strasseria carpophila är en svampart som beskrevs av Bres. & Sacc. 1902. Strasseria carpophila ingår i släktet Strasseria, divisionen sporsäcksvampar och riket svampar.   Inga underarter finns listade i Catalogue of Life.